# Le Cerf blessé
Le Cerf blessé (en espagnol El venado herido) est une peinture de Frida Kahlo peinte en 1946.

## Description
Ce tableau est une huile sur toile qui mesure 22,4 cm par 30 cm. À partir de 6 ans, Frida Kahlo souffre d'une poliomyélite, une maladie qui arrêtera le développement de sa jambe droite. Elle est victime d'un accident de bus à l'âge de 18 ans. À cause de ces deux raisons, Frida Kahlo subit beaucoup d'interventions chirurgicales. Elle commence à peindre des autoportraits lors de ses convalescences en hôpital.
Ce tableau est un autoportrait de Frida Kahlo représentée sous la forme d'un cerf. On reconnaît sa figure grâce à ses épais sourcils, qui la caractérisent. Elle choisit de se représenter en cerf car c'est le symbole du Christ[réf. nécessaire], qui a beaucoup souffert, comme Frida depuis son accident et sa maladie. À gauche du tableau, on aperçoit une forêt d'arbres morts, symbole de stérilité : Frida a essayé d'avoir un enfant mais n'a jamais réussi. On y compte 9 arbres, comme le nombre de flèches plantées dans son corps et comme le nombre de bois du cerf. Ce chiffre peut avoir plusieurs interprétations, l'une d'elles associe ce chiffre à la 9e heure, celle de la mort du Christ sur la croix. À l'arrière-plan, on aperçoit un orage au-dessus de la mer. Il symbolise son opération chirurgicale qui s'est passée à New York mais qui n'a malheureusement pas fonctionné. Néanmoins, l'ouverture sur la mer laisse penser qu'elle pourra vivre des jours heureux et avoir une vie meilleure, la lumière peut aussi représenter la venue de la peinture dans sa vie.  